# Kameyama (keizer)
Keizer Kameyama (亀山天皇, Kameyama-tennō, 9 juli 1249 - 4 oktober 1305) was de 90e keizer van Japan, volgens de traditionele opvolgvolgorde. Hij regeerde van 9 januari 1259 tot 6 maart 1274.

## Genealogie
Kameyama’s persoonlijke naam (imina) was Tsunehito-shinnō (恒仁親王). Hij was de zevende zoon van keizer Go-Saga.
Kameyama had in zijn leven 6 keizerinnen en hofdames. Een van zijn kinderen was de latere keizer Go-Uda.

## Leven

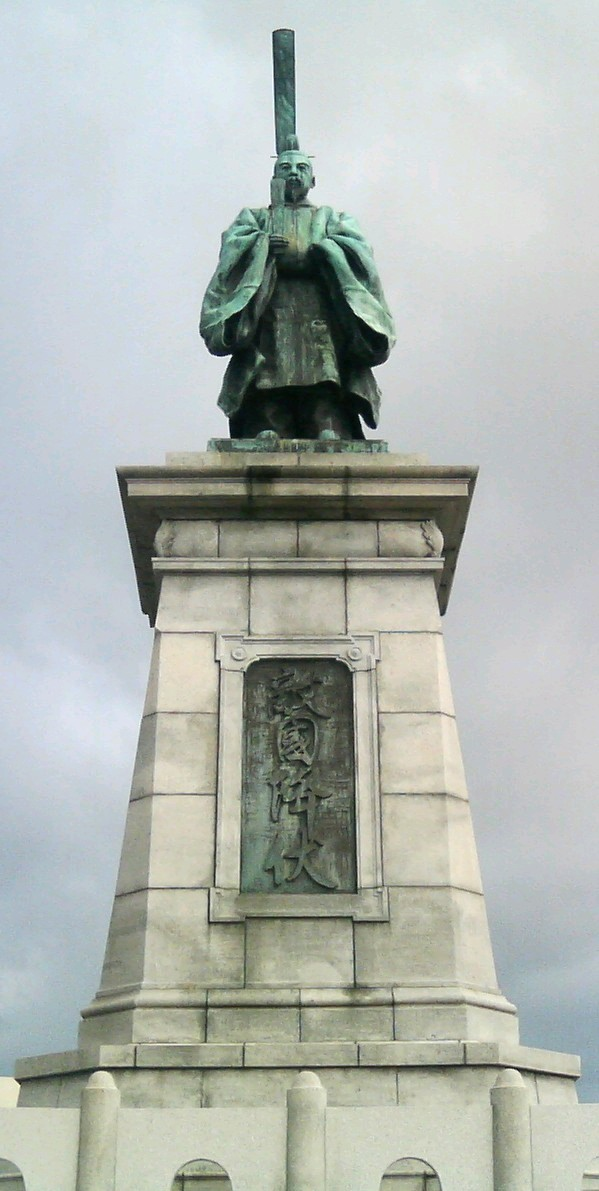
Standbeeld van Kameyama in Fukuoka, Japan.

Kameyama werd op zijn 9e benoemd tot kroonprins. Op zijn tiende kwam hij op de troon omdat zijn vader de vorige keizer, Kameyama’s broer Go-Fukakusa, tot aftreden dwong.
In 1263 vond de Kamakura-opstand plaats. In 1265 werd Japan bezocht door een delegatie van Koeblai Khan. Deze delegatie plunderde bij hun bezoek enkele eilanden.
In 1274 trad Kameyama af ten gunste van zijn zoon, en werd Insei-keizer. Tijdens zijn periode als Insei-Keizer kreeg Japan te maken met twee Mongoolse invasies. Kameyama ging persoonlijk naar de Ise Jingu om te bidden voor de Japanse overwinning in deze oorlogen.
Het Kamakura-Shogunaat hield Kameyama nauwlettend in de gaten. In 1287 besloten ze tegen hem in actie te komen door zijn zoon, Go-Uda, tot aftreden te dwingen en Fushimi, een zoon van keizer Go-Fukakusa, tot keizer te laten kronen. Hierdoor werd Kameyama’s macht als Insei-keizer sterk ingeperkt.
In 1291 hielp Kameyama bij de oprichting van de Boeddhistische tempel Nanzen-ji in Kioto. In 1305 stierf Kameyama op 56-jarige leeftijd.
* Regent Jingu staat niet op de traditionele lijst.